# Proteáz
A proteázok (v. peptidázok) fehérjebontó enzimek. A hidrolázok csoportjába tartoznak. Minden élő sejt számára létfontosságúak, ezért a növényekben éppúgy megtalálhatók, mint az állati szervezetekben.
A proteázok a fehérjékben található peptidkötések hidrolízise révén bontják le a fehérjéket kisebb peptidekre, majd aminosavakra. Az egyes proteázok jól definiált szekvenciát felismerve hasítanak. Az élő szervezetekben a különböző specificitású enzimek működése jól kiegészíti egymást.
A legfontosabb proteázok az emésztőenzimek csoportjába tartoznak. Ilyen a gyomorban termelődő, savas közegben működő pepszin, illetve a hasnyálmirigyben termelődő és a bélrendszerben, enyhén bázikus közegben működő tripszin.
A növényi proteázok közül a legismertebb a papaya (trópusi dinnyefa) gyümölcséből nyerhető papain, amit húsok érlelésére és húspuhító sók készítésére használnak. Hasonló hatással bír az ananászban található bromelin.
A proteázoknak jelentős szerep jut ugyanakkor a rákos áttétek kialakulásában is (különösen a karcinómák esetében). A daganat tovaterjedésének gátat szabhatnak fehérjemembránok, azonban a ráksejtek egy része képessé válik arra, hogy a proteázok termelésének szabályozását kiiktassa, és nagy mennyiségben juttassa azokat a környezetébe, ily módon felszámolva az akadályt jelentő membránt.
Azokat a proteázokat, amelyek a fehérjelánc belsejét kezdik el bontani, endoproteázoknak nevezzük, míg a lánc végén bontókat exoproteázoknak. Léteznek dipeptidázok is, amelyek csak a dipeptidekre hatnak.

## Besorolásuk

### Katalitikus aminosav szerint
A proteázok 7 széles csoportba sorolhatók:
- Szerinproteázok: szerin alkoholcsoportját használják
- Ciszteinproteázok: cisztein tiolcsoportját használják
- Treoninproteázok: treonin szekunder alkoholcsoportját használják
- Aszparaginsav-proteázok: aszparaginsav karboxilcsoportját használják
- Glutaminsav-proteázok: glutaminsav karboxilcsoportját használják
- Metalloproteázok: fémet, általában cinket használnak[2][3]
- Aszparagin-peptidliázok: aszparagint használnak vizet nem igénylő eliminációhoz

A proteázokat eredetileg 1993-ban evolúciós kapcsolatuk alapján 84 családba és 4 katalitikus típusba (szerin-, cisztein-, aszparaginsav- és metalloproteáz) sorolták. A treonin- és glutaminsav-proteázokat 1995-ben, illetve 2004-ben fedezték fel. A peptidkötés bontása cisztein és treonin vagy víz nukleofil használatát tartalmazza, mely így megtámadhatja a peptid karbonilcsoportját. A nukleofil létrejöthet katalitikus triáddal, ahol egy hisztidin használatos a szerin, cisztein vagy treonin nukleofil aktivációjához. Ez nem evolúciós csoportosítás, ugyanis a nukleofiltípusok konvergensen fejlődtek eltérő szupercsaládokban, és egyes szupercsaládok több nukleofil felé mutatnak divergens evolúciót. Az aszparaginsav-, glutaminsav- és metalloproteázok aktív helyük aminosavjait egy víz aktiválására használják, mely ezután megtámadja a lebontandó kötést.

#### Peptidliázok
A proteázok hetedik katalitikus típusát, az aszparagin-peptidliázokét 2011-ben írták le. Ennek proteolitikus mechanizmusa különös, mivel hidrolízis helyett eliminációt hajt végre. Ekkor a katalitikus aszparagin gyűrűs kémiai szerkezetet alkot, mely az aszparaginoknál bomlik megfelelő körülmények közt. Alapjaiban eltérő mechanizmusa miatt vitatható, hogy peptidáznak számít-e.

### Evolúciós filogenetika szerint
A proteázok evolúciós szupercsaládjainak naprakész besorolása található a MEROPS adatbázisban. Itt a proteázokat először szerkezeten, mechanizmuson és katalitikus aminosav-szekvencián alapuló klánokba (szupercsalád – például a PA klánban a P nukleofil családokat jelent) sorolják. Ezeken belül a proteázokat szekvenciahasonlóság alapján sorolják családokba (például a PA klán S1 és C3 családjai esetén). Minden család több száz hasonló proteázt tartalmazhat – például ilyenek az S1 családban a tripszin, az elasztáz, a trombin és a sztreptogrizin).
Több mint 50 klán ismert, melyek mindegyikükben egymástól független a proteolízis evolúciós eredete.

### Optimális pH szerint
A proteázok besorolhatók továbbá az aktivitásuknak optimális pH szerint is:
- Savas proteázok
- Semleges proteázok például az 1-es típusú hiperszenzitivitásban. Ekkor ezeket masztociták bocsátják ki, aktiválva a komplementrendszert és a kinineket.[8] E csoport tagjai a kalpainok.
- Bázikus proteázok

## A proteázok biodiverzitása
Proteázok minden élőlényben – prokariótákban, eukariótákban – és vírusban megtalálhatók. Ezen enzimek számos fiziológiai reakcióban jelen vannak a tápanyagfehérjék lebontásától az erősen szabályzott kaszkádokig, például a koagulációs kaszkádban, a komplementrendszerben, az apoptózisban és a gerinctelenek profenoloxidáz-aktiváló kaszkádjában. A proteázok bonthatnak bizonyos peptidkötéseket (korlátozott proteolízis) a fehérje aminosav-szekvenciájától függően, vagy teljesen lebonthatnak egy fehérjét aminosavakra (korlátlan proteolízis). Az aktivitás lehet destruktív (egy fehérje funkciójának megszüntetése vagy annak alapegységekre bontása), funkcióaktiváció vagy jel egy jelzőútban.

### Növények
A növényi genomok több száz, nagyrészt ismeretlen funkciójú proteázt kódolnak. Az ismert funkciójúak nagyrészt a fejlődésszabályzásban fontosak. A növényi proteázok a fotoszintézis szabályzásában is fontosak.

### Állatok
A proteázokat egy élőlény számos anyagcsere-folyamatra használja. A gyomorba ürülő savas proteázok (például a pepszin) és a duodenumban lévő szerinproteázok (a tripszin és a chimotripszin) lehetővé teszik a táplálék fehérjéinek emésztését. A vérszérum proteázai (trombin, plazmin, Hageman-faktor stb.) fontosak a véralvadásban, a vérrögök lízisében és az immunrendszer megfelelő működésében. További proteázok találhatók a leukocitákban (elasztáz, katepszin G), és fontosak az anyagcsere-irányításban. Egyes kígyómérgek, például a Crotalinae hemotoxinja szintén proteázok, és befolyásolják az áldozat véralvadási kaszkádját. A proteázok határozzák meg más fontos fiziológiai szerepet betöltő fehérjék, például hormonok, antitestek vagy más enzimek élettartamát. Ez az egyik leggyorsabb be-ki kapcsoló szabályzómechanizmus az élőlény fiziológiájában.
Komplex kooperatív hatás révén a proteázok katalizálhatnak kaszkádreakciókat, az élőlény fiziológiai jelre adott válaszának gyors és hatékony erősítését okozva.

### Baktériumok
A baktériumok proteázokat bocsátanak ki a fehérjék peptidkötéseinek hidrolízisére és a fehérjék aminosavakká bontására. A bakteriális és gombaproteázok a globális szén- és nitrogénciklusban különösen fontosak a fehérjék újrahasznosításában, és az ilyen aktivitást táplálkozási jelek irányítják ezen élőlényekben. A proteázaktivitás táplálkozási szabályzásának hatása a talajban élő több ezer fajra megfigyelhető a mikrobiális közösségi szinten, ahogy a fehérjék lebomity lebomlanak szén-, nitrogén- vagy oxigénhiány esetén.
A baktériumok az általános fehérjeminőség-ellenőrzésért a hibás szerkezetű fehérjék lebontásával felelős proteázokat (például AAA+ proteaszóma) tartalmaznak.
Egy bakteriális proteáz lehet exotoxin, és lehet például virulenciafaktor a bakteriális patogenezisben (erre példa az exfoliatív toxin). A bakteriális exotoxikus proteázok a sejten kívüli szerkezeteket lebontják.

### Vírusok
Egyes vírusok genomja egyetlen poliproteint kódol, melynek funkciós alegységekre való bontásához proteáz szükséges (erre példák a hepatitis C-vírus és a Picornavirinae). E proteázok, például a TEV proteáz nagyon specifikus, és a szubsztrátszekvenciáknak csak igen korlátozott részhalmazát bontja. Ezért a proteázinhibitorok fontos célpontjais.

### Archeák
Az archeák proteázokat használnak bizonyos sejtfolyamatok szabályzására a sejtkommunikáció, a metabolizmus, a szekréció és a fehérjeminőség-ellenőrzés terén. Csak 2 ATP-dependens proteáz található az archeákban: ezek a membránasszociált LonB és egy oldható 20S proteoszóma-komplex.

## Fordítás
Ez a szócikk részben vagy egészben  a   Protease című angol Wikipédia-szócikk ezen változatának fordításán alapul.  Az eredeti cikk szerkesztőit annak laptörténete sorolja fel. Ez a jelzés csupán a megfogalmazás eredetét és a szerzői jogokat jelzi, nem szolgál a cikkben szereplő információk forrásmegjelöléseként.